# 棄却
棄却（ききゃく）とは、ある物を棄ててしまい、以後は取り上げないこと。各専門分野においては、次のような意味がある。

## 統計学
統計学においては、ある仮説を起こり得るべき事か否かを確率論に基づいて検定する、仮説検定という手法がよく行われる。仮説が起こり得るべきことであればそれを採択し前提となる仮説を採択する。一方、仮説が起こり得るべきことでなければ、前提となる仮説を「捨てる・採択しない」と結論する。このことを棄却という。

## 日本法
民事訴訟法・刑事訴訟法・行政不服審査法
裁判所や行政機関が、審理した上で請求に理由がないとして、その請求を排斥すること。
申立てがその形式（訴訟要件など）を具備していない不適法なものとして、理由の有無を判断せずに排斥することを却下という。